# Харківська область
Ха́рківська о́бласть (Харківщина) — область на Сході України. Розташована в етнокультурному регіоні Слобідська Україна, в межах Придніпровської низовини. Обласний центр — місто Харків.
Харківська область  утворена 27 лютого 1932 року, коли ЦВК СРСР затвердив постанову IV позачергової сесії ВУЦВК від 9 лютого 1932 року про створення на території України п'яти областей.
Харківська область розташована на сході України. Вона межує з Луганською, Донецькою, Дніпропетровською, Полтавською, Сумською областями України, а також з Бєлгородською областю Росії.
Після місцевих виборів 2020 року і створення нових районних рад частково, з нового бюджетного року та зі створенням нових райдержадміністрацій з 1 січня 2021 року запрацював новий адміністративний поділ на 7 районів (Богодухівський, Ізюмський, Берестинський, Куп'янський, Лозівський, Харківський та Чугуївський райони. До 17 липня 2020 року до складу Харківської області входило 27 районів.
- Площа — 31,4 тис. км² (5,2 % площі території України). Протяжність з півночі на південь — 210 км, зі сходу на захід — 220 км[5].
- Населення — 2 633 834 особи, в тому числі міського 1 680 899 осіб і сільського 952 935 осіб.[6]
- Густота населення — вище середньої по країні, 83,84 особи на км².
- Схематична карта Харківської області

Інтереси територіальних громад області представляє Харківська обласна рада. 25 жовтня 2020 року обраний депутатський корпус Харківської обласної ради VIII скликання, який складається зі 120 депутатів.
В обласній раді нині діє 5 депутатських фракцій: найбільша — фракція партії «Блок Кернеса — Успішний Харків!» (48 депутатів), а також фракції партій „Блок Світличної «Разом!»“ (17 депутатів), «Опозиційна платформа — За життя» (28 депутатів), «Слуга народу» (16 депутатів), «Європейська Солідарність» (11 депутатів).
Голова Харківської обласної ради VIII скликання — Тетяна Єгорова-Луценко.
Харківська обласна рада є засновником дитячого телевізійного фестивалю «Дитятко» та обласного літературного конкурсу ім. О. С. Масельського на найкращий літературний твір.

## Географія

### Клімат
Клімат — помірно континентальний. Середня температура у січні — -7ºС, а у липні — +21ºС.
Зима помірно м'яка, з переважанням хмарних, помірно морозних погод. Сніговий покрив утримується до 110 днів.
Літо тепле, сонячне, сухе. Опадів від 400 до 650 мм на рік, головним чином в квітні — жовтні. На рік у середньому припадає 1750 годин сонячного сяйва.
Влітку переважають західні вітри, в інші пори року — східні і північно-східні.

### Рельєф
Область розташована у північно-східній частині Придніпровської низовини. Рельєф області є хвилястою рівниною з легким нахилом в південно-західному (до басейну Дніпра) і в південно-східному (до басейну Дона) напрямах. Територія розмежована річковими долинами, ярами та балками. У північно-східну частину області заходять відроги Середньоруської височини, а в південну — відроги Донецького кряжа. Басейн Дону становить 75 % території області, басейн Дніпра — 25 %. Найвища точка області розташована на південь від села Довгеньке Ізюмського району з позначкою 242,9 метрів, хоча помилково вважають, що найвища точка області розташована біля села Лютівка Богодухівського району, але її висота 236,5 метрів.
Серед ґрунтів переважають чорноземи типові (39,44 %), звичайні глибокі (34,56 %), звичайні (11,68 %), опідзолені (3,37 %), сірі лісові (1,44 %).
Ліси і кущі займають лише 11 % території області, і розташовані вони переважно у річищах річок на високих правих берегах.

### Корисні копалини
За загальним природно-ресурсним потенціалом Харківська область посідає 5-те місце в Україні, її мінерально-сировинна база складається на 28,5 % з паливно-енергетичних корисних копалин (нафта, газ, конденсат, кам'яне вугілля), на 53,4 % із сировини для виробництва будівельних матеріалів, решту (18,1 %) становить сировина кольорових металів, прісні мінеральні підземні води.
Станом на 2020 рік на території регіону на території Харківської області обліковується 78 родовищ природного газу, балансові запаси становлять 317,860 млрд м3 (39,51 % запасів в Україні). Розробляються 47 родовищ природного газу, балансові запаси становлять 311,827 млрд м3 (38,76 % запасів в Україні). Найбільші серед них — Шебелинське, Хрестищенське, Єфремовське, Кегичівське.
На території області обліковується 26 родовищ нафти, балансові запаси становлять 4,289 млн тонн (4,29 % запасів в Україні). Розробляються 19 родовищ, балансові запаси становлять 4,206 млн тонн (4,21 % запасів в Україні). Кількість родовищ конденсату на території області становить 69, балансові  запаси становлять  8,801 млн тонн (22,12 % запасів в Україні).
На території області існує 8 родовищ бурого та кам'яного вугілля (0,72 % всього в Україні) та 2 родовища торфу (0,29 % всього в Україні), Єфремовське родовище солі (6,67 % всього в Україні), 3 родовища формувальних пісків (Гусарівське, Вишнівське та Благодатне, 14,29 % всього в Україні); 22 родовища сапропелі (7,14 % всього в Україні), 1 родовище фосфориту (11,11 % всього в Україні), 1 родовище сировини для мінеральних фарб (10 % всього в Україні), 1 родовище піску кварцового (25 % всього в Україні), 5 родовищ сировини цементної (8,2 % всього в Україні), 12 родовищ крейди (17,65 % всього в Україні).

### Водойми
Харківська область має низьку забезпеченість водними ресурсами — 1,8 % загальних водних ресурсів України. Водні ресурси Харківської області мають  поверхневі (річки, озера, штучні водойми) та підземні води. Територією області протікає 867 річок загальною протяжністю 6 405 км, з них довжиною більше 10 км — 172 річки.
75 % водних ресурсів області припадає на басейн річки Дон. Найбільшою річкою області є Сіверський Донець — найбільша річка Лівобережної України (загальна довжина — 1053 км, довжина на території області — 375 км). Сіверський Донець починається в Росії у районі міста Білгород, протікає територією Харківської, Донецької, Луганської областей і впадає в Дон у Ростовській області. Основні притоки на території Харківської області — річки Оскіл, Уди, Берека, Харків, Лопань, Сухий Торець, Балаклійка, Вовча, Великий Бурлук тощо.
Друга група річок — це дрібні степові річки, що майже висихають влітку і течуть від центра області на південь. Усі вони є притоками Дніпра — Багата, Орель, Орчик, Самара тощо. Третя група дрібних річок тече серед луків та лісів на північному заході області (Коломак, Мерло та ін.). Вони також належать до басейна Дніпра, але впадають у Ворсклу. Таким чином, на території Харківської області проходить вододіл великих водних систем Європи: Дніпра і Дону. Цей вододіл іде умовно уздовж лінії Золочів — Богодухів — Валки — Нова Водолага — Первомайський — Лозова, а його особливістю є відсутність високих гір, численні мілини на річках. Саме наявність такого вододілу визначила історичні шляхи руху народів і військ через територію Харківської області, наприклад, відомий Муравський шлях з Криму в Україну.
В області є 583 озера, збудовано 57 водосховищ і 2 тис. 538 ставків.
В області є чимало лісових озер (поблизу Змієва, Чугуєва, Балаклії), які здебільшого зв'язані з руслами річок. Найбільше озеро — Лиман — лежить недалеко від міста Зміїв. Навколишня краса лісів і лук, чиста вода самих озер роблять їх одним з місць відпочинку та об'єктом туризму.
В області є декілька штучних водосховищ, каналів. Руслами річок Орель та інших степових річок під землею та по поверхні проходить через область канал «Дніпро — Донбас», на якому є найбільше в області водосховище — Краснонопавлівське , що входить до системи водопостачання населення та промисловості, зрошення полів області.
На берегах Сіверського Дінця та інших річок розкинулись чудові ліси та заливні луки. У лісах ростуть дуби, сосни, осики, верби та інші дерева; живуть чимало зайців, птахів, інших різних тварин та комах; зустрічаються численні види грибів, трав, квітів.
Басейн Сіверського Дінця є важливим рекреаційним та туристичним регіоном Харківської області, уздовж якого розмістилось безліч будинків відпочинку, готелів, ресторацій та інших об′єктів інфраструктури. Досить багато з них було засновано в останні роки, тому вони відповідають європейським стандартам охорони довколишнього середовища. Це, у свою чергу, не лише позитивно впливає на ситуацію в курортних районах, але й приваблює відвідувачів.

### Рослинний і тваринний світ
Територія області лежить у зонах степу та лісостепу. Степ займає по площі більшу частину території області. Раніше його покривала різнотравно-типчаково-ковилова рослинність, але згодом він був розораний та засіяний сільськогосподарськими культурами. По балках і ярах посаджені байрачні ліси, а на піщаних терасах річок поширені соснові та сосново-дубові ліси.
Основні лісові масиви лежать на північному заході області. Загальна площа лісів та інших лісовкритих площ області — 419,4 тис. га (12,1 % загальної площі). За показником лісистості Харківщина посідає 15 місце серед регіонів України.
Основні лісові породи — дуб та сосна. Також у лісах поширені ялина, липа, клен, ясен. На достатньо вологих ґрунтах ростуть береза, вільха, верба, осика, тополя. У лісах чимало дикоростучих плодових дерев — яблунь, груш.
Місцевість у міжріччях хвиляста, з пологими підйомами та спусками, багато дивовижних пейзажів: безмежні поля, пагорби та височини з гаями. У зелені дерев та кущів ховаються вулиці міст і сіл. Є лісонасадження уздовж доріг і навколо полів.
Багаті чорноземи області утворились, зокрема, у XIII—XVIII століттях завдяки наявності неораної території так званого «Дикого поля». За кожні 100 років у середньому нарощувалось 25 см благодатного ґрунту.
У лісах водяться вепри, благородні олені, лосі, сарни. З хижаків зустрічаються лисиця, ласка, куниця, єнот уссурійський, вовк, лісовий тхір, горностай. Серед лісових гризунів поширені вивірки, лісові соні, жовтогруді миші, підземні та руді лісові полівки. На території області водиться велика кількість видів птахів.
У річках водиться чимало видів риб: щука, карась, товстолобик тощо. В області є також зариблені озера та ділянки риборозведення. А уздовж берегів річок простяглися численні пляжі, чарівні місця, наприклад, урочище Коробові Хутори, Фігуровка, місця поблизу населених пунктів Балаклія, Гороховатка, Зміїв, Ізюм, Оскіл, Донець.
Бальнеологічні ресурси представлені мінеральною водою курорту «Березовські мінеральні води» під Харковом.

### Ґрунти
На території області зустрічаються понад 150 різновидів ґрунтів. Найбільшу площу займають чорноземи звичайні та типові. Найбільша розмаїтість ґрунтів характерні для лісостепової частини області. Найродючішими ґрунтами області є чорноземи типові та опідзолені чорноземи. Середній вміст гумусу ґрунтів області дорівнює 6 %.  Значна частина ґрунтів Харківщини зазнала антропогенного впливу через використання їх у сільськогосподарській діяльності. Вплив ерозії ґрунтів охоплює 41 % площі сільськогосподарських угідь Харківщини.

## Адміністративно-територіальний устрій

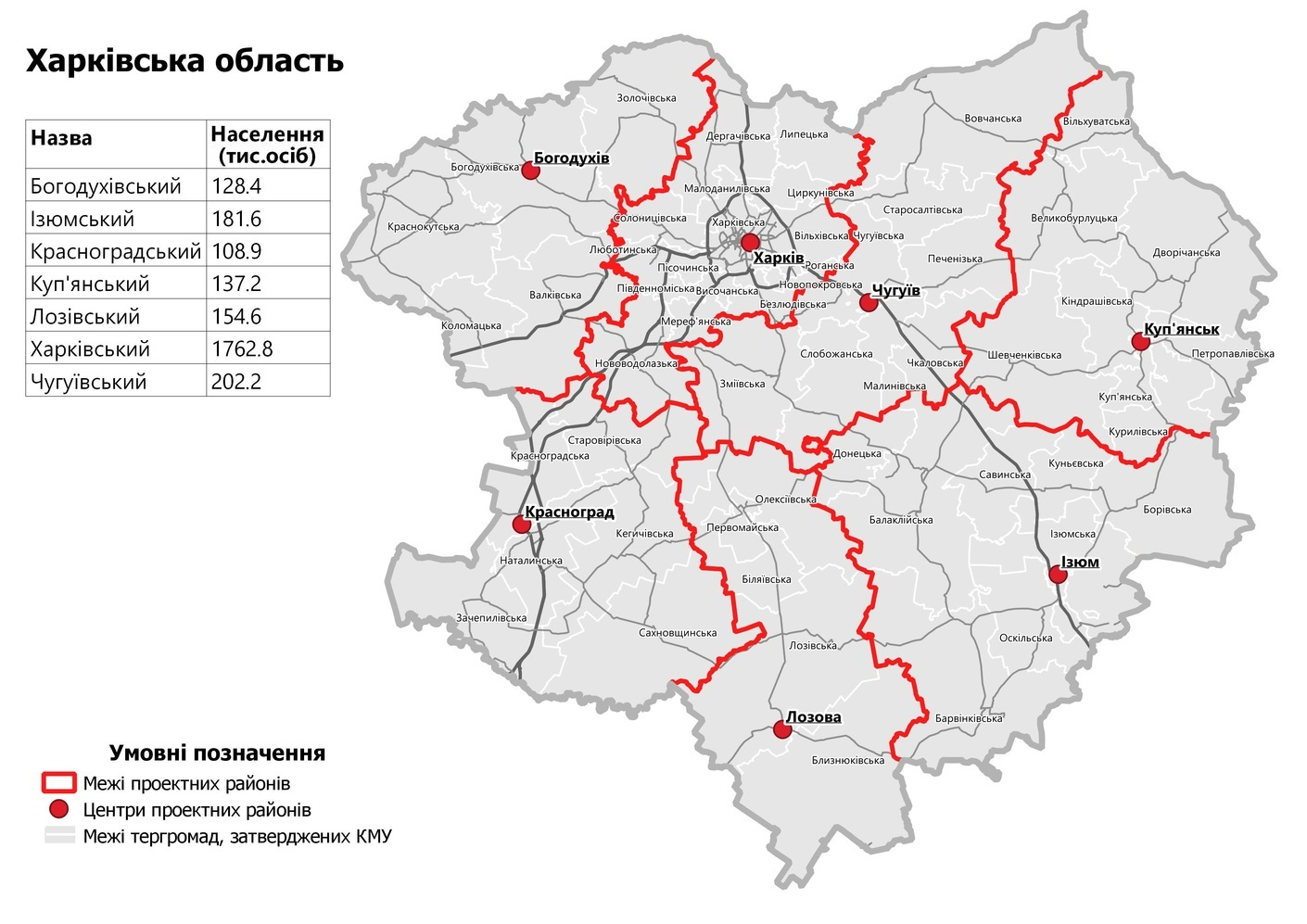
Адміністративно-територіальний поділ Харківської області

|                                                    |  |  |
| Ювілейна монета НБУ присвячена Харківській області |  |  |

### Загальна інформація
Адміністративний центр області — місто Харків.
У складі області:
- районів — 7;
- районів у містах — 9;
- населених пунктів — 1755, в тому числі:
  - міського типу — 68, в тому числі:
    - міст — 17, в тому числі:
      - міст обласного значення — 7;
      - міст районного значення — 10;

    - селищ — 200;

  - сільського типу — 1677, в тому числі:
    - сіл — 1538.

У системі місцевого самоврядування:
- районних рад — 27;
- міських рад — 17;
- селищних рад — 60;
- сільських рад — 381.

### Райони
| № | Район          | Адм. центр   | Адм. устрій |
| - | -------------- | ------------ | ----------- |
| 1 | Берестинський  | м. Берестин  | Адм. устрій |
| 2 | Богодухівський | м. Богодухів | Адм. устрій |
| 3 | Ізюмський      | м. Ізюм      | Адм. устрій |
| 4 | Куп'янський    | м. Куп'янськ | Адм. устрій |
| 5 | Лозівський     | м. Лозова    | Адм. устрій |
| 6 | Харківський    | м. Харків    | Адм. устрій |
| 7 | Чугуївський    | м. Чугуїв    | Адм. устрій |

### Міста обласного значення
- Златопіль
- Ізюм
- Куп'янськ
- Лозова
- Люботин
- Харків
- Чугуїв

### Міста районного значення
| №  | Місто        | Входження            |
| -- | ------------ | -------------------- |
| 1  | Балаклія     | Ізюмський район      |
| 2  | Барвінкове   | Ізюмський район      |
| 3  | Берестин     | Берестинський район  |
| 4  | Богодухів    | Богодухівський район |
| 5  | Валки        | Богодухівський район |
| 6  | Вовчанськ    | Чугуївський район    |
| 7  | Дергачі      | Харківський район    |
| 8  | Зміїв        | Чугуївський район    |
| 9  | Мерефа       | Харківський район    |
| 10 | Південне     | Харківський район    |
| 11 | Слобожанське | Чугуївський район    |

### Райони у місті Харків
| № | Район           | Входження |
| - | --------------- | --------- |
| 1 | Шевченківський  | м. Харків |
| 2 | Новобаварський  | м. Харків |
| 3 | Київський       | м. Харків |
| 4 | Слобідський     | м. Харків |
| 5 | Холодногірський | м. Харків |
| 6 | Салтівський     | м. Харків |
| 7 | Індустріальний  | м. Харків |
| 8 | Немишлянський   | м. Харків |
| 9 | Основ'янський   | м. Харків |

## Демографія
Станом на 1 січня 2017 року чисельність наявного населення в Харківській області становить 2 701 188 осіб.
За даними Головного управління статистики у Харківській області на 1 лютого 2022 року в області мешкало 2596250 осіб
Чисельність населення по районах (за оцінкою) на 1 лютого 2022 року та середня чисельність у січні 2022 року 
|                       | Наявне населення                      | Наявне населення      | Постійне населення                    | Постійне населення |
| на 1 лютого 2022 року | середня чисельність у січні 2022 року | на 1 лютого 2022 року | середня чисельність у січні 2022 року |                    |
| Харківська область    | 2596250                               | 2597606               | 2580614                               | 2581970            |
| Богодухівський район  | 122058                                | 122172                | 122570                                | 122684             |
| Ізюмський район       | 171886                                | 172003                | 173179                                | 173296             |
| Красноградський район | 103713                                | 103785                | 104473                                | 104545             |
| Куп’янський район     | 129927                                | 130019                | 130710                                | 130802             |
| Лозівський район      | 147160                                | 147261                | 148691                                | 148792             |
| Харківський район     | 1727611                               | 1728330               | 1707670                               | 1708389            |
| Чугуївський район     | 193895                                | 194036                | 193321                                | 193462             |

### Національний склад
| Національність | 1970 р. | 2001 р. |
| -------------- | ------- | ------- |
| Українців      | 66,2 %  | 70,7 %  |
| Росіян         | 29,3 %  | 25,6 %  |
| Євреїв         | 2,7 %   | 0,4 %   |
| Білорусів      | 0,6 %   | 0,5 %   |
| Інших          | 1,2 %   |         |
| Вірменів       |         | 0,4 %   |
| Азербайджанців |         | 0,2 %   |
| Грузинів       |         | 0,2 %   |

### Мовний склад

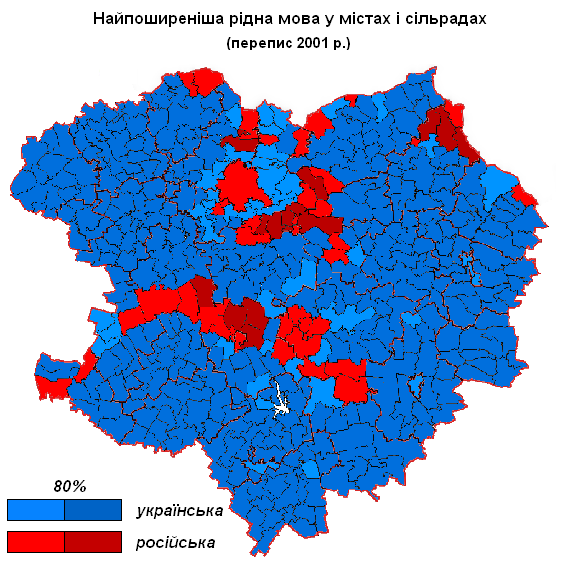
Найпоширеніша рідна мова у містах і сільрадах Харківської області за переписом 2001 р.

Українська мова є єдиною офіційною мовою на всій території області.
За даними Держстату у 2023/24 навчальному році в Харківській області з 221 336 учнів закладів загальної середньої освіти 220 933 (99,82 %) навчалися в українськомовних класах, 403 (0,18 %) — в російськомовних.
Рідна мова населення за даними перепису 2001 року:
| №  | Райони та міста обласного значення | українська | російська | вірменська | білоруська |
| -- | ---------------------------------- | ---------- | --------- | ---------- | ---------- |
| 1  | Харківська область                 | 53,8       | 44,3      | 0,2        | 0,1        |
| 2  | Харків (міськрада)                 | 31,8       | 65,9      | 0,2        | 0,1        |
| 3  | Ізюм                               | 74,2       | 23,8      | 0,3        | 0,1        |
| 4  | Куп'янськ (міськрада)              | 69,3       | 25,6      | 0,1        | 0,1        |
| 5  | Лозова (міськрада)                 | 77,2       | 17,6      | 0,1        | 0,1        |
| 6  | Люботин (міськрада)                | 86,1       | 12,6      | 0,1        | 0,1        |
| 7  | Златопіль (міськрада)              | 42,8       | 52,7      | 0,1        | 0,1        |
| 8  | Чугуїв (міськрада)                 | 29,6       | 69,5      | 0,2        | 0,1        |
| 9  | Балаклійський район                | 70,4       | 28,9      | 0,1        | 0,1        |
| 10 | Барвінківський район               | 91,2       | 7,8       | 0,1        | 0,1        |
| 11 | Близнюківський район               | 92,1       | 6,7       | 0,3        | 0,3        |
| 12 | Богодухівський район               | 93,7       | 5,6       | 0,2        | 0,3        |
| 13 | Борівський район                   | 91,5       | 8,1       | 0,1        | 0,1        |
| 14 | Валківський район                  | 94,2       | 5,2       | 0,2        | 0,2        |
| 15 | Великобурлуцький район             | 71,8       | 27,3      | 0,2        | 0,3        |
| 16 | Вовчанський район                  | 85,7       | 13,2      | 0,4        | 0,2        |
| 17 | Зміївський район                   | 76,4       | 22,5      | 0,1        | 0,2        |
| 18 | Дворічанський район                | 84,2       | 15,0      | 0,1        | 0,2        |
| 19 | Дергачівський район                | 78,1       | 21,3      | 0,1        | 0,1        |
| 20 | Зачепилівський район               | 84,0       | 14,9      | 0,6        | 0,1        |
| 21 | Золочівський район                 | 85,7       | 13,3      | 0,4        | 0,3        |
| 22 | Ізюмський район                    | 91,7       | 7,5       | 0,1        | 0,2        |
| 23 | Кегичівський район                 | 92,1       | 5,5       | 0,3        | 0,6        |
| 24 | Коломацький район                  | 94,0       | 4,5       | 0,1        | 1,1        |
| 25 | Красноградський район              | 77,2       | 21,9      | 0,1        | 0,3        |
| 26 | Краснокутський район               | 94,9       | 4,4       | 0,3        | 0,2        |
| 27 | Куп'янський район                  | 88,9       | 10,4      | 0,1        | 0,2        |
| 28 | Лозівський район                   | 88,5       | 10,7      | 0,0        | 0,2        |
| 29 | Нововодолазький район              | 77,7       | 21,5      | 0,2        | 0,1        |
| 30 | Первомайський район                | 58,2       | 41,2      | 0,1        | 0,2        |
| 31 | Печенізький район                  | 92,8       | 6,9       | 0,0        | 0,2        |
| 32 | Сахновщинський район               | 94,4       | 4,5       | 0,3        | 0,2        |
| 33 | Харківський район                  | 63,9       | 35,2      | 0,2        | 0,2        |
| 34 | Чугуївський район                  | 45,2       | 53,9      | 0,3        | 0,1        |
| 35 | Шевченківський район               | 91,2       | 7,8       | 0,2        | 0,2        |

## Освіта та наука
У 2020 р. у сфері освіти Харківської області працювали 104,9 тис. осіб у віці 15-70, або 8,7 % до загальної кількості зайнятих в економіці регіону.
На кінець 2020 р. в області працювали 753 заклади дошкільної освіти (на 11 закладів більше порівняно з 2019 р.), розраховані на 79,7 тис. місць. Кількість вихованців у них становила 74,1 тис. дітей (на 3,4 тис. осіб менше, ніж у 2019 р.).
На початок 2020/21 навчального року в Харкывській області діяло 734 заклади загальної середньої освіти, в них навчалися 258,8 тис. учнів та працювали 22,7 тис. учителів (уключаючи сумісників). У 2020 р. атестат про повну загальну середню освіту отримали 14,3 тис. випускників.
На кінець 2020 р. в області діяло 39 закладів професійної (професійно-технічної) освіти, в яких навчалися 13,7 тис. осіб.
На початок 2020/21 навчального року в області діяло 55 закладів вищої освіти, в них навчалося 124,2 тис. осіб. У 2020 р. закладами вищої освіти області прийнято на навчання 29,8 тис. осіб, випущено 44,0 тис. фахівців. Підготовку аспірантів здійснювали 55 закладів вищої освіти та наукових установ, в яких здобували освіту 3,4 тис. аспірантів. Фахову передвищу освіту у 8 навчальних закладах здобували 5,6 тис. осіб. У закладах вищої та фахової передвищої освіти працювало понад 19 тис. наукових, науково-педагогічних та педагогічних працівників.

## Економіка
Область відрізняється високим рівнем розвитку економіки, що обумовлено вигідним економіко-географічним положенням (близькість вугільно-металургійної бази Донбасу та Придніпров'я стимулювало розвиток машинобудування і металообробки, сусідство високорозвинених районів Росії — Центрально-чорноземного, Південно-Західного і Південного — визначило розвиток підприємств агропромислового комплексу) і достатньо багатим набором власних сировинних ресурсів. Останні дозволяють розвивати паливно-енергетичну, хімічну промисловість, скляне і фарфоро-фаянсове виробництво, виробництво будматеріалів.
Умовно область можна поділити на три промислових райони: Центральний, Східно-Харківський і Південно-Харківський. Центральний (Харків та прилеглі до нього райони) відрізняється високим рівнем спеціалізації і концентрації промисловості, тут склався комплекс енергетичного, електротехнічного, транспортного і сільськогосподарського машинобудування. Східно-Харківський район зосереджений навколо Куп'янська. Основні галузі промисловості — транспортне і сільгоспмашинобудування. Розвинені в цьому регіоні харчова і легка промисловість, виробництво будматеріалів і устаткування для цукрової промисловості. Південно-Харківський район має великі газові родовища — Шебелинське, Єфремівське, Крестищенське та інші. Міста району спеціалізуються на машинобудуванні, хімічній промисловості і виробництві будматеріалів.

### Обласний бюджет
Бюджет Харківської області на 2018 рік 14,6 млрд грн.
На 2019 рік знизився до 13 млрд 416 млн 857 тис. грн.
На 2020 рік істотно знизився до 6 млрд. 411 млн. 025 тис. грн.

### Валовий регіональний продукт
в 2012 році валовий регіональний продукт дорівнював 82,2 млрд гривень.

### Сільське господарство
Структура сільськогосподарських угідь: рілля становить 61,3 %, пасовища — 9,8 %, сіножаті — 3,8 %
Структура посівних площ: зернові культури становлять 49 %, кормові — 25 %, технічні — 17 %, овочі та картопля — 9 %.
Головні сільськогосподарські культури: кукурудза, соняшник, пшениця, кормові трави, цукровий буряк, ячмінь та ін. Розвинене садівництво (вишні, груші, сливи, яблука тощо).

### Тваринництво
- Скотарство
- Птахівництво
- Вівчарство
- Конярство
- Бджільництво

На початок 2022 р. у господарствах усіх категорій Харківської області налічувалось 134,2 тис.голів великої рогатої худоби (у т.ч.65,2 тис. корів), 157,1 тис. свиней, 47,6 тис. овець та кіз, 6,3 млн. голів птиці свійської. У січні–грудні 2021 р. у господарствах усіх категорій виробництво м’яса (у живій масі) склало 104,2 тис.т, молока – 427,1 тис.т, вовни – 46 т, яєць птиці свійської – 481,0 млн.шт.

### Промисловість
Потужні промислові підприємства у Балаклії (виробництво цементу та будівельних матеріалів), Ізюмі (приладобудування, оптика), Змієві (виробництво електроенергії), Лозовій, Куп'янську, Чугуєві (машинобудування та металообробка).
Розвинена переробна та харчова промисловість, які орієнтовані на місцеве сільське господарство.
Цементно-шиферний завод в Балаклії — один з найбільших в Європі, Ізюм відомий як центр виробництва окулярної оптики. Розвинені тут також легка та харчова промисловості.
Рівень газифікації Харківської області (на середину 2009 року) — 68,8 %, міст та селищ — 80,8 %, сіл — 51,9 %.

### Транспорт
Харківська область має розгалужену транспортну мережу, 60 % обсягу перевезень припадає на частку залізничного транспорту. Станом на кінець 2020 року експлуатаційна довжина залізничних колій загального користування на території Харківської області становила 1520 км.
Харківський залізничний вузол обслуговує 10 млн пасажирів на рік, автомобільний транспорт, зокрема, автобуси — майже 12 млн. Найбільші залізничні станції — Ізюм, Куп'янськ, Люботин, Лозова.
У Харківській області у 2019 році послугами залізничного транспорту скористалися 31,4878 млн пасажирів, або 96,5 % обсягу 2018 р.
Найважливіші автомагістралі, що проходять через область: Харків-Москва, Харків-Сімферополь, Харків-Ростов-на-Дону, Харків-Полтава. Загальна протяжність автодоріг загального користування — більш ніж 9,7 тис.км, з них 97,5 % — з твердим покриттям. Протяжність автошляхів державного значення у Харківській області — 2343,9 км, в т.ч: 617,4 км — міжнародні, 108,2 км — національні, 639,1 км — регіональні, 979,2 км — територіальні. На автодорогах державного значення в області знаходиться 242 мостів загальною протяжністю 1316,3 пог. м.
Харківський аеропорт обслуговує внутрішні і міжнародні авіалінії, займаючись в основному пасажирськими перевезеннями.

### Визначні об'єкти
Серед об'єктів області відзначаються
- санаторій «Березівські мінеральні води»;
- Краснокутський дендропарк.

### Природно-заповідний фонд
Серед природних об'єктів, що охороняються, можна відзначити дендропарк у Краснокутську, садово-паркові комплекси у Сковородинівці, Старому Мерчику, Шаровці та ін.

## Медицина
У Харківській області налічується 36 центрів первинної медико-санітарної допомоги.
На Харківщині запроваджується телемедицина на базі 6 пілотних районів (Красноградський, Чугуївський, Балаклійський, Барвінківський, Харківський та Краснокутський).
У Харківській області станом на січень 2021 року працює 18 комунальних установ соціального захисту населення, в яких на державному утриманні перебуває три тисячі людей похилого віку та з інвалідністю.

## Екологія
Викиди забруднюючих речовин в атмосферу від стаціонарних джерел у 2020 р. становили 94,1 тис. тонн (у 2019—106,5 тис. тонн, у 2018 — 44,7 тис. тонн), від пересувних джерел — 113,6 тис. тонн (у 2019—100,2 тис. тонн, у 2018 — 93,8 тис. тонн). 42,73 % загального обсягу викидів становлять діоксид та інші сполуки сірки, 10,76 % — діоксид азоту, 9,66 % — оксид вуглецю. Крім того, від стаціонарних джерел забруднення у 2020 р. в атмосферу надійшло 7 789,606 тис. тонн діоксиду вуглецю. Основними стаціонарними забруднювачами атмосферного повітря у Харківській області є підприємства теплоенергетичної та нафтогазовидобувної промисловості.
Якість поверхневих вод р. Сіверський Донець та її приторків на території Харківської області протягом 2020 року була стабільною. Концентрації речовин у водних об'єктах коливаються в межах середньо- багаторічних значень без тенденції до погіршення.

## Злочинність
Рівень злочинності за 2012 рік на 10 тис. населення становить 112,4 злочина, з них 35,6 — тяжкі й особливо тяжкі.

## Засоби масової інформації

### Телеканали
- 7 канал
- А/ТВК
- УНІАН. Харків
- Simon
- Суспільне Харків
- Р1 (Харків)
- ТРК «СИАТ» (Ізюм)
- Сварожичи (Первомайський)
- Надія (Первомайський)
- Слобожанка (Чугуїв)

### Радіостанції
- Радіо «Говорить Харків» (Харків)
- Радіо «Харків» (Харків)
- Novaline Radio (Харків)
- Радіо MFM (Харків)
- Радіо Накипіло (Харків)
- Радіо Клас (Куп'янськ)
- Novaline Radio (Куп'янськ)

## Історико-культурні ресурси
В області багато слідів поселень людей за останні 10000 років, наприклад, у Богодухівському, Борівському, Валківському, Коломацькому, Краснокутському, Ізюмському районах. Зустрічаються сліди скіфів, хозарів (салтівська культура), сарматів і печенігів (навіть є населений пункт з такою назвою — Печеніги).
З історією слов'ян та Київської Русі пов'язують матеріали розкопок на Удах поблизу Харкова. У 1111 році у районі Ізюму київський князь Володимир Мономах воював з половцями. Через 70 років князь Ігор зупиняється у районі гори Кременець в Ізюмі, де тоді був умовний кордон Київської Русі. Ця подія відбита епізодом у літописі «Слово о полку Ігореві» («О, Русская земле, ти уже за спиною…»).
Татаро-монголи, що зруйнували ці землі у середині XIII сторіччя, довгий час не дозволяли орати «Дике поле».
У 1596 році південніше Ізюму була заснована перша російська фортеця — Цареборисів. Зберігся меморіальний камінь масою у кілька тонн, який позначив закладення фортеці у 1596–1612 роках.
Освоєння у другій половині XVII сторіччя району, що дістав назву «Слобідська Україна», представлене назвами багатьох населених пунктів: Балаклія, Васищеве, Ізюм, Куп'янськ, Чугуїв та десятками інших. Після 1654 року сюди переселялись з Західної та Північної України цілими селами, іноді навіть давали старі назви новим поселенням (Вільшана, Золочів та ін.).
Склався оригінальний адміністративний устрій — поділ на полки (Харківський, Ізюмський та ін.). Поблизу від оборонних споруд росли села і міста.
На заході області у 1708–1709 роках пройшли військові дії шведських і російських військ, що передували Полтавській битві.
У першій половині XVIII сторіччя були споруджені на півдні області у районі Балаклії, Лозової, Первомайського потужні земельні укріплення — Українська оборонна лінія. Залишки фортець і валів цієї лінії збереглись у Краснограді та інших місцях.
Численні храми у селах і містах стали чудовими архітектурними прикрасами області.
На кінець 2020 року на території області на державному обліку перебувало 9430 пам'яток культурної спадщини, зокрема 6896 пам'яток археології (476 окремих пам'яток та 579 комплексів, в які входять 6420 пам'яток), 2465 пам'яток історії (1661 окрема пам'ятка та 41 комплекс, в які входять 804 пам'ятки), 69 пам'яток монументального мистецтва (48 окремих пам'яток та 3 комплекси, в які входять 21 пам'ятка). В області є місця, пам'ятники, музеї, пов'язані з подіями, справами та подвигами династій та окремих осіб, таких як: Данилевські, Донець-Захаржевські, Квітки, Каразіни, Харитоненки, Шидловські, Л. Кеніг, П. Мартинович, І. Рєпін, Г. Сковорода, К. Треньов та ін.
Багато пам'ятників, присвячених подіям радянсько-української війни і німецько-радянської війни (меморіальні комплекси «Висота маршала Конєва», «Дробицький яр», кургани Слави, братські могили, меморіал у селі Соколове та ін.).

## Персоналії
З областю пов'язані життя і діяльність таких видатних осіб:
- Філософа Г. Сковороди
- Художника І. Рєпіна
- Біолога І. Мечникова
- Мовознавців О. Потебні, Ю. Шевельова
- Історика Д. Багалія
- Письменників Г. Квітки-Основ'яненка, А. Аверченка,
- Педагога А. Макаренка
- Поета, письменника, літературознавця Петра Шатуна (Голубенка)
- Громадського, політичного і церковного діяча, члена Української Центральної Ради — Плевако Петра Антоновича
- Члена Української Центральної Ради — Білецького Спиридона Максимовича

та інших.

## Співробітництво
Аризона, США